# Pobednik

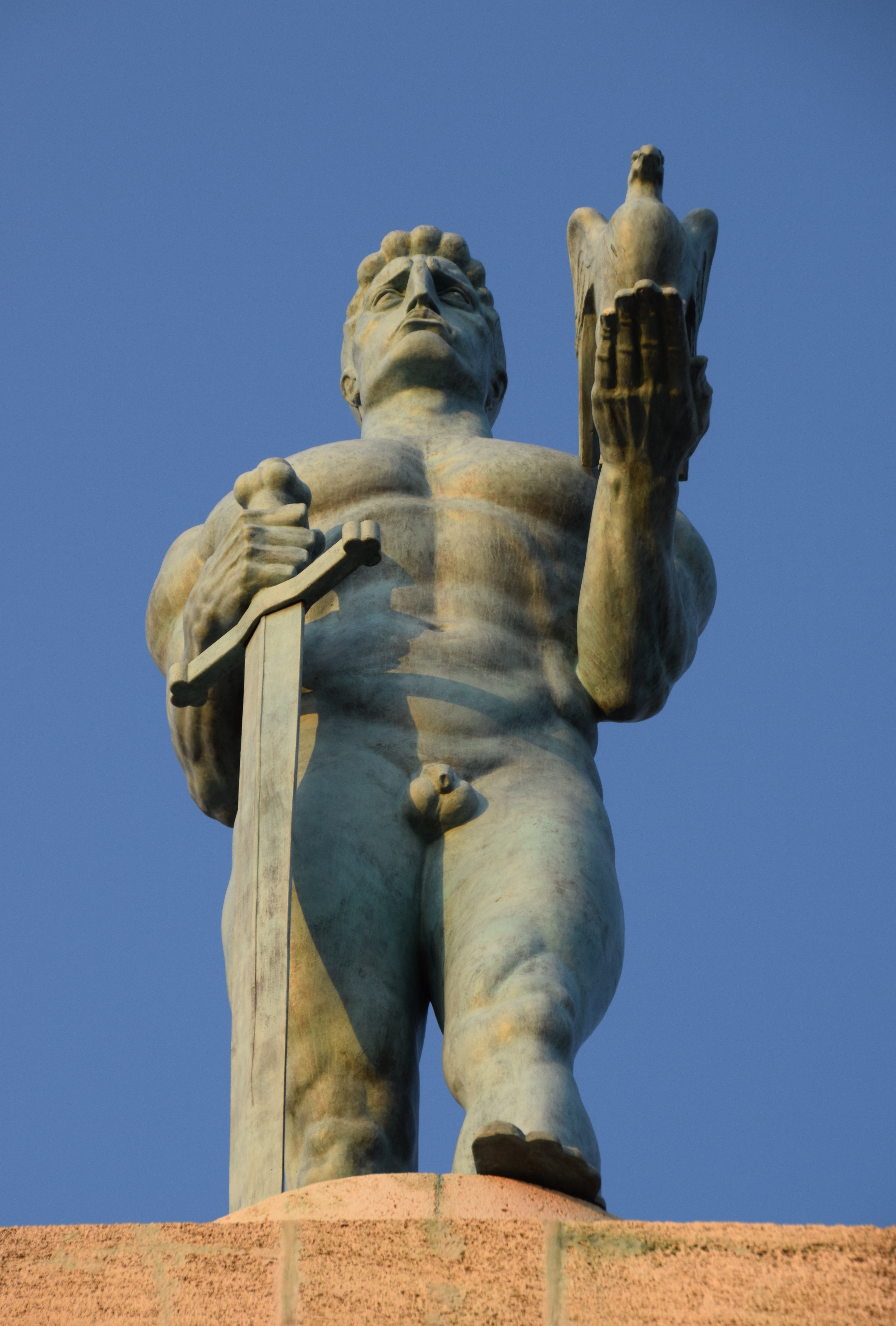
Skulptur des Pobednik

Die Statue des Pobednik (serbisch-kyrillisch Победник, deutsch: Der Sieger) ist ein Monument in der Oberen Stadt der Belgrader Festung Kalemegdan. Es wurde 1928 anlässlich des zehnjährigen Durchbruchs der Salonikifront errichtet.

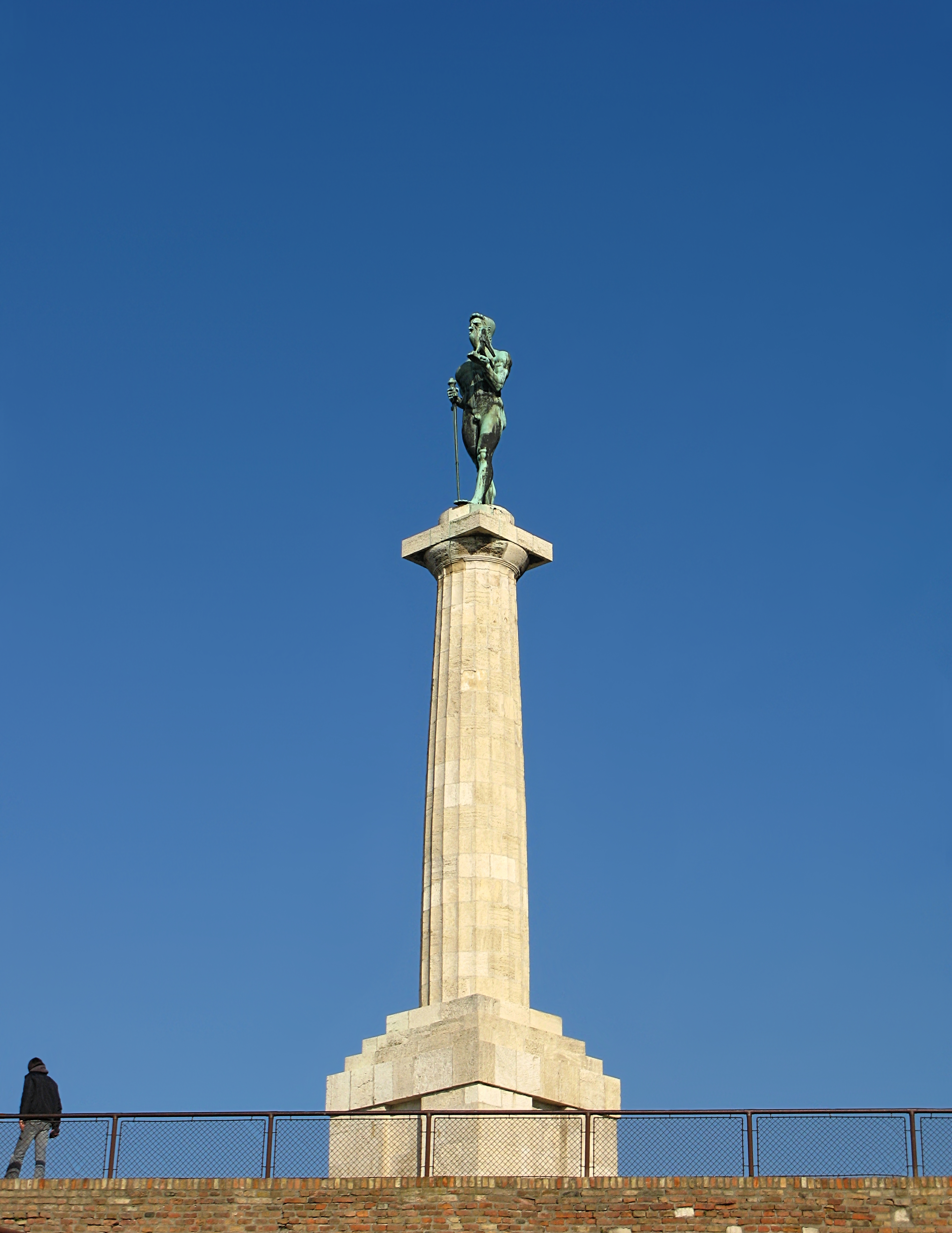
Pobednik-Säule

Die männliche Bronzefigur mit einem Adler in der linken Hand und einem abgetrennten Schwert in der rechten Hand wurde von Ivan Meštrović angefertigt. Die Statue hat langes lockiges Haar als Kunststil, den Meštrović für seine Skulpturen verwendete, da er denselben Stil auch bei einer älteren Statue einer serbischen Volksfigur, Srđa Zlopogleđa, verwendet hat. Der Sockel in Form einer dorischen Säule mit Kannelierung auf einem hohen kubischen Sockel stammt von Petar Bajalović. Die Statue war ursprünglich für die... Befreiung des „Königreichs Serbien“ vom 350-jährigen türkischen Joch im Ersten Balkankrieg gedacht. Es wurden Vorschläge gesammelt, das Denkmal zu Ehren des endgültigen Sieges über die Türken zu errichten. Die Belgrader Gemeinde beschloss im August 1913, das Siegesdenkmal zu errichten.
Eine Kontroverse um das Bildnis des nackten Mannes und dessen geplanten Standort am Terazije inmitten Belgrads verzögerte ihre Aufstellung, so dass sie erst 1928 aufgestellt wurde. Nunmehr mit neuer Programmatik: dem zehnten Jahrestag des Durchbruchs der alliierten Heere am Kajmakčalan und dem Sieg der englischen, französischen und serbischen Soldaten an der Balkanfront über Österreich-Ungarn.
Ursprünglich als monumentaler Springbrunnen auf dem Plateau des Platzes Terazije (bzw. des Thronfolgers Aleksandar, wie der Platz damals hieß) konzipiert. Der Springbrunnen sollte aus Stein mit einem Postament aus vier Löwenfiguren mit ovalem Becken auf deren Rücken bestehen. Aus seiner Mitte sollte sich eine Marmorsäule mit dem Pobednik auf der Spitze erheben. Zudem beschloss man die Fertigung von zwanzig Bronzemasken für den Muschelrand des Beckens sowie fünfzig Bronzemasken für die Säule. Meštrović begann im Oktober 1913 mit der Realisierung.
Die Anfertigung des Springbrunnens wird so beschrieben: … Ein großes Becken (Muschel), dessen Außenseite mit einem Relief, das Krieger auf rennenden Pferden darstellt, verziert wäre. Auf dem Rand dieses Beckens wären Löwenköpfe aufgestellt (die des heutigen Springbrunnens), die Wasser speien würden, das sich in der Muschel sammelt... Die Säule wäre in Abständen mit Bronzeringen, an denen Masken türkischer Köpfe angebracht wären, von denen jede einen Wasserstrahl in das Becken unter der Säule spucken würde, umgeben...
Das präzise Aussehen des Springbrunnens ist dank Aufnahmen der Originalzeichnungen von Meštrović aus dem Atelier von Ivan Meštrović in Zagreb, die der Bildhauer Veselko Zorić erstellt hat, bekannt.
Meštrović verlegte sein Atelier ins Untergeschoss der Grundschule bei der Belgrader Kathedrale, wo er den Pobednik und die Löwenfigur fertigstellte. Nach dem Versand zum Gießen nach Tschechien, arbeitete er die Lanzenreiterreliefs aus und stellte die Entwürfe der Löwenfiguren fertig.
Anfang des Ersten Weltkriegs musste Meštrović als österreichisch-ungarischer Staatsbürger Belgrad verlassen und fast alle fertigen Arbeiten zurücklassen. Während der Besatzung zerstörten österreichische, deutsche und ungarische Truppen alle Figuren, außer der des Pobednik und der Löwenmasken, die beim Gießen waren.

Nach dem Ersten Weltkrieg wurde die Idee zur Errichtung des Springbrunnens auf dem Platz Terazije wieder aufgenommen, aber nur der Guss der Figuren des Pobednik und der Löwenmasken konnte finanziert werden. Während dieser Zeit befand sich die Figur in einem Lager für Wasserrohre im Stadtgebiet Senjak. Laut einem Vertrag von 1923 zwischen der Belgrader Gemeinde und Meštrović sollte das Denkmal auf dem Platz Terazije errichtet werden. Im Zuge der vorbereitenden technischen Arbeiten 1927 brach ein Skandal aus und die Öffentlichkeit protestierte aus moralischen und künstlerischen Gründen gegen die Aufstellung des Denkmals auf dem zentralen Platz. Anlässlich dieser Polemik äußerte Meštrović: 

„Die Belgrader Gemeinde hat von mir die Zustimmung für die Aufstellung des „Pobednik“ auf dem Platz Terazije gefordert, zeitweise. Nachdem ich aber weiß, dass unser „zeitweise“ häufig viel zu lange andauert, bin ich mit dem Belgrader Architekten Bajalović über ein solideres Postament, auf dem die Figur aufgestellt werden soll, übereingekommen. Wie ich gehört habe, hat die Gemeinde mit den Arbeiten begonnen. Dann hat sie die Arbeiten eingestellt. Was habe ich zu sagen? Wenn sie die Figur auf dem Platz Terazije aufstellen wollen, sollen sie das tun. Wenn sie einen besseren Platz gefunden haben, sollen sie diese dort aufstellen – auch wenn ich nicht wüsste, warum sie nicht auf dem Platz Terazije stehen könnte. Letztendlich kann sie dort bleiben, wo sie bisher war – im Schuppen. Was mich betrifft, mir wäre es am Liebsten, es würde sich eine Möglichkeit finden, dass ich den ganzen Brunnen anfertige, so wie er geplant war...“

Nach langen Polemiken, Auseinandersetzungen und Kritik lehnte die Belgrader Gemeinde die Aufstellung des Denkmals auf dem Platz Terazije ab, zugunsten einer anderen Stelle außerhalb der Stadt. Der Bürgermeister der Gemeinde, Kumanudi, informierte Meštrović, dass die Arbeiten an der Errichtung des Denkmals auf dem Platz Terazije entgegen seiner Anordnung eingestellt wurden. Schließlich bekam die Skulptur ihren Platz auf dem Plateau der Oberen Stadt der Belgrader Festung. Dieser Beschluss der Gemeinde über den Ort der Errichtung des Pobednik deckte sich mit dem Abschluss der Arbeiten an der Gestaltung der Save-Promenade und der Großen Treppe am Kalemegdan sowie dem Jahrestag der Erinnerung an den Durchbruch der Salonikifront. Eben zur Erinnerung an dieses Ereignis wurde am 7. Oktober 1928 der neue Teil der Save-Allee eröffnet und das Denkmal Pobednik enthüllt.
Im Werk von Ivan Meštrović knüpft die 1913 angefertigte Skulptur, die unmittelbar nach dem Zyklus der Skulpturen für den Vidovdan-Tempel angefertigt wurde, an das Ideen- und Stilkonzept des erwähnten Zyklus, zu denen seine repräsentativen Plastiken von Miloš Obrenović, Srđa Zlopogleđa, Marko Kraljević zählen, an. Das Denkmal selbst wurde als monumentale Gestalt einer nackten athletischen männlichen Figur konzipiert, die auf einer hohen Säule steht und im symbolischen Sinne die ikonische Figur des Sieges darstellt. Als ikonografische Lösung für die Personifikation des Triumphes einer siegesreichen Nation wurde dem Erbe des klassischen Vokabulars das symbolische Motiv des mythischen Helden Herkules entnommen.
Der Pobednik wurde eines der stadtbildprägenden Symbole Belgrads und gehört neben dem Denkmal des Dankes an Frankreich zur kleinen Zahl der in der Zwischenkriegszeit errichteten Belgrader Denkmäler, die sich durch moderne Stilbestrebungen auszeichnen.
Das Denkmal Pobednik wurde 1992 zum Kulturgut erklärt.